# Brian Priske
Brian Priske Pedersen (Horsens, 14 maggio 1977) è un allenatore di calcio ed ex calciatore danese, di ruolo difensore, tecnico dello Sparta Praga.

## Biografia
Suo figlio August è un calciatore professionista.

## Carriera

### Giocatore

#### Club
Priske inizia a giocare nelle giovanili dell'Horsens, squadra della sua città natale. Nel 1997 si trasferisce all'Aarhus Fremad, prima di passare, nel 1999, all'Aalborg. Con l'Aalborg vince la Danish Superliga nel 1999.
Nel 2003 passa al Genk.
Nel 2005 tentò l'avventura in Inghilterra, firmando con il Portsmouth. Dopo esser guarito da un infortunio, aiutò la squadra a salvarsi. A fine stagione decise di tornare in Belgio, questa volta sponda Club Bruges, con il quale vinse la Coppa Nazionale nel 2007.
Nel 2008 passa al Vejle Boldklub. Il 21 gennaio 2011 si trasferisce allo Start.

#### Nazionale
Ha giocato per la Nazionale danese, sia nell'Under-21 che in quella maggiore, debuttandovi nella primavera del 2003 quando militava nell'Aalborg.
Venne convocato dal CT Morten Olsen per gli Europei 2004, dove giocò nella partita contro l'Italia.

### Allenatore
Dopo essersi ritirato dal calcio giocato a fine stagione 2010-11, viene assunto come vice allenatore di Glen Riddersholm, tecnico del Midtylland, per 4 stagioni consecutive. Rimane vice allenatore del club danese anche per la stagione 2015-16, con la squadra passata sotto la guida di Jess Thorup. La stagione seguente, Priske ottiene l'incarico di vice dell'allenatore Ståle Solbakken, tecnico del Copenaghen, ma passa una sola stagione nella capitale danese, per poi tornare, nella stagione 2018-19, a ricoprire il ruolo di vice allenatore dei rossoneri di Herning.
Durante la stagione 2019-20, in conseguenza dell'esonero di Kenneth Andersen, viene promosso a primo allenatore del Midtylland, con cui vince il campionato danese, ottenendo il suo primo trofeo da allenatore. Priske mantiene l'incarico anche nella stagione seguente, non riuscendo però a ripetere la vittoria dell'anno precedente, finendo la Superligaen 2020-2021 al secondo posto.
A fine stagione 2020-21, Priske viene annunciato come nuovo allenatore dell'Anversa per la stagione seguente.
Priske, dopo una sola annata passata in Belgio, viene successivamente assunto dallo Sparta Praga, con cui vince, in due anni, due campionati cechi consecutivi e una coppa nazionale.
A giugno 2024 diventa allenatore del Feyenoord, con cui inizia la stagione 2024-25 vincendo la Supercoppa d'Olanda. Il 10 febbraio 2025,  dopo la vittoria nel derby di Rotterdam (3-0 contro lo Sparta) e prima dei play-off di Champions con il Milan, viene esonerato con la squadra in quel momento quinta in Eredivisie.

## Statistiche

### Calciatore

#### Cronologia presenze e reti in nazionale
| Cronologia completa delle presenze e delle reti in nazionale ― Danimarca | Cronologia completa delle presenze e delle reti in nazionale ― Danimarca | Cronologia completa delle presenze e delle reti in nazionale ― Danimarca | Cronologia completa delle presenze e delle reti in nazionale ― Danimarca | Cronologia completa delle presenze e delle reti in nazionale ― Danimarca | Cronologia completa delle presenze e delle reti in nazionale ― Danimarca | Cronologia completa delle presenze e delle reti in nazionale ― Danimarca | Cronologia completa delle presenze e delle reti in nazionale ― Danimarca |
| Data                                                                     | Città                                                                    | In casa                                                                  | Risultato                                                                | Ospiti                                                                   | Competizione                                                             | Reti                                                                     | Note                                                                     |
| ------------------------------------------------------------------------ | ------------------------------------------------------------------------ | ------------------------------------------------------------------------ | ------------------------------------------------------------------------ | ------------------------------------------------------------------------ | ------------------------------------------------------------------------ | ------------------------------------------------------------------------ | ------------------------------------------------------------------------ |
| 12-2-2003                                                                | Il Cairo                                                                 | Egitto                                                                   | 1 – 4                                                                    | Danimarca                                                                | Amichevole                                                               | -                                                                        | 87’                                                                      |
| 30-4-2003                                                                | Copenaghen                                                               | Danimarca                                                                | 1 – 0                                                                    | Ucraina                                                                  | Amichevole                                                               | -                                                                        | 90’                                                                      |
| 16-11-2003                                                               | Manchester                                                               | Inghilterra                                                              | 2 – 3                                                                    | Danimarca                                                                | Amichevole                                                               | -                                                                        | 46’                                                                      |
| 18-2-2004                                                                | Adana                                                                    | Turchia                                                                  | 0 – 1                                                                    | Danimarca                                                                | Amichevole                                                               | -                                                                        | 73’                                                                      |
| 31-3-2004                                                                | Gijón                                                                    | Spagna                                                                   | 2 – 0                                                                    | Danimarca                                                                | Amichevole                                                               | -                                                                        | 67’                                                                      |
| 14-6-2004                                                                | Guimarães                                                                | Danimarca                                                                | 0 – 0                                                                    | Italia                                                                   | Euro 2004 - 1º turno                                                     | -                                                                        | 76’                                                                      |
| 18-8-2004                                                                | Poznań                                                                   | Polonia                                                                  | 1 – 5                                                                    | Danimarca                                                                | Amichevole                                                               | -                                                                        | 80’                                                                      |
| 4-9-2004                                                                 | Copenaghen                                                               | Danimarca                                                                | 1 – 1                                                                    | Ucraina                                                                  | Qual. Mondiali 2006                                                      | -                                                                        | 44’                                                                      |
| 9-10-2004                                                                | Tirana                                                                   | Albania                                                                  | 0 – 2                                                                    | Danimarca                                                                | Qual. Mondiali 2006                                                      | -                                                                        |                                                                          |
| 13-10-2004                                                               | Copenaghen                                                               | Danimarca                                                                | 1 – 1                                                                    | Turchia                                                                  | Qual. Mondiali 2006                                                      | -                                                                        |                                                                          |
| 17-11-2004                                                               | Tbilisi                                                                  | Georgia                                                                  | 2 – 2                                                                    | Danimarca                                                                | Qual. Mondiali 2006                                                      | -                                                                        |                                                                          |
| 9-2-2005                                                                 | Atene                                                                    | Grecia                                                                   | 2 – 1                                                                    | Danimarca                                                                | Qual. Mondiali 2006                                                      | -                                                                        |                                                                          |
| 26-3-2005                                                                | Copenaghen                                                               | Danimarca                                                                | 3 – 0                                                                    | Kazakistan                                                               | Qual. Mondiali 2006                                                      | -                                                                        |                                                                          |
| 30-3-2005                                                                | Kiev                                                                     | Ucraina                                                                  | 1 – 0                                                                    | Danimarca                                                                | Qual. Mondiali 2006                                                      | -                                                                        | 69’                                                                      |
| 2-6-2005                                                                 | Tampere                                                                  | Finlandia                                                                | 0 – 1                                                                    | Danimarca                                                                | Amichevole                                                               | -                                                                        |                                                                          |
| 17-8-2005                                                                | Copenaghen                                                               | Danimarca                                                                | 4 – 1                                                                    | Inghilterra                                                              | Amichevole                                                               | -                                                                        |                                                                          |
| 3-9-2005                                                                 | Istanbul                                                                 | Turchia                                                                  | 2 – 2                                                                    | Danimarca                                                                | Qual. Mondiali 2006                                                      | -                                                                        | 46’                                                                      |
| 8-10-2005                                                                | Copenaghen                                                               | Danimarca                                                                | 1 – 0                                                                    | Grecia                                                                   | Qual. Mondiali 2006                                                      | -                                                                        |                                                                          |
| 12-10-2005                                                               | Almaty                                                                   | Kazakistan                                                               | 1 – 2                                                                    | Danimarca                                                                | Qual. Mondiali 2006                                                      | -                                                                        |                                                                          |
| 1-3-2006                                                                 | Tel Aviv                                                                 | Israele                                                                  | 0 – 2                                                                    | Danimarca                                                                | Amichevole                                                               | -                                                                        | 46’                                                                      |
| 31-5-2006                                                                | Lens                                                                     | Francia                                                                  | 2 – 0                                                                    | Danimarca                                                                | Amichevole                                                               | -                                                                        |                                                                          |
| 15-11-2006                                                               | Praga                                                                    | Rep. Ceca                                                                | 1 – 1                                                                    | Danimarca                                                                | Amichevole                                                               | -                                                                        | 85’                                                                      |
| 28-3-2007                                                                | Duisburg                                                                 | Germania                                                                 | 0 – 1                                                                    | Danimarca                                                                | Amichevole                                                               | -                                                                        |                                                                          |
| 17-11-2007                                                               | Belfast                                                                  | Irlanda del Nord                                                         | 2 – 1                                                                    | Danimarca                                                                | Qual. Euro 2008                                                          | -                                                                        | 72’                                                                      |
| Totale                                                                   |                                                                          | Presenze                                                                 | 24                                                                       |                                                                          | Reti                                                                     | 0                                                                        |                                                                          |

### Statistiche da allenatore
Statistiche aggiornate al 19 settembre 2024. In grassetto le competizioni vinte.
| Stagione            | Squadra             | Campionato          | Campionato | Campionato | Campionato | Campionato | Coppe nazionali | Coppe nazionali | Coppe nazionali | Coppe nazionali | Coppe nazionali | Coppe continentali | Coppe continentali | Coppe continentali | Coppe continentali | Coppe continentali | Altre coppe | Altre coppe | Altre coppe | Altre coppe | Altre coppe | Totale | Totale | Totale | Totale | % Vittorie | Piazzamento |
| Stagione            | Squadra             | Comp                | G          | V          | N          | P          | Comp            | G               | V               | N               | P               | Comp               | G                  | V                  | N                  | P                  | Comp        | G           | V           | N           | P           | G      | V      | N      | P      | %          |             |
| ------------------- | ------------------- | ------------------- | ---------- | ---------- | ---------- | ---------- | --------------- | --------------- | --------------- | --------------- | --------------- | ------------------ | ------------------ | ------------------ | ------------------ | ------------------ | ----------- | ----------- | ----------- | ----------- | ----------- | ------ | ------ | ------ | ------ | ---------- | ----------- |
| ago. 2019-2020      | Midtjylland         | SL                  | 20+10      | 16+5       | 1+2        | 3+3        | CD              | 1               | 0               | 0               | 1               | -                  | -                  | -                  | -                  | -                  | -           | -           | -           | -           |             | 31     | 21     | 3      | 7      | 67,74      | Sub., 1°    |
| 2020-2021           | Midtjylland         | SL                  | 22+10      | 13+5       | 4+2        | 5+3        | CD              | 6               | 4               | 1               | 1               | UCL                | 10                 | 3                  | 3                  | 4                  | -           | -           | -           | -           |             | 48     | 25     | 10     | 13     | 52,08      | 2°          |
| Totale Midtjylland  | Totale Midtjylland  | Totale Midtjylland  | 42+20      | 29+10      | 5+4        | 8+6        |                 | 7               | 4               | 1               | 2               |                    | 10                 | 3                  | 3                  | 4                  |             | -           | -           | -           | -           | 79     | 46     | 13     | 20     | 58,23      |             |
| 2021-2022           | Anversa             | D1                  | 34+6       | 19+1       | 6+1        | 9+4        | CB              | 1               | 0               | 0               | 1               | UEL                | 8                  | 2                  | 2                  | 4                  | -           | -           | -           | -           |             | 49     | 22     | 9      | 18     | 44,90      | 4°          |
| 2022-2023           | Sparta Praga        | 1L                  | 35         | 23         | 9          | 3          | CRC             | 5               | 3               | 1               | 1               | UECL               | 2                  | 0                  | 1                  | 1                  | -           | -           | -           | -           |             | 42     | 26     | 11     | 5      | 61,90      | 1°          |
| 2023-2024           | Sparta Praga        | 1L                  | 35         | 27         | 6          | 2          | CRC             | 5               | 5               | 0               | 0               | UCL+UEL            | 2+7                | 0+3                | 2+1                | 0+3                | -           | -           | -           | -           | -           | 49     | 35     | 9      | 5      | 71,43      | 1°          |
| Totale Sparta Praga | Totale Sparta Praga | Totale Sparta Praga | 70         | 50         | 15         | 5          |                 | 10              | 8               | 1               | 1               |                    | 11                 | 3                  | 4                  | 4                  | -           | -           | -           | -           | -           | 91     | 61     | 20     | 10     | 67,03      |             |
| 2024-feb. 2025      | Feyenoord           | ED                  | 21         | 11         | 6          | 4          | CO              | 3               | 2               | 0               | 1               | UCL                | 8                  | 4                  | 1                  | 3                  | SO          | 1           | 1           | 0           | 0           | 33     | 18     | 7      | 8      | 54,55      | Eson.       |
| Totale Carriera     | Totale Carriera     | Totale Carriera     | 193        | 120        | 37         | 36         |                 | 21              | 14              | 2               | 5               |                    | 37                 | 12                 | 10                 | 15                 |             | 1           | 1           | 0           | 0           | 252    | 147    | 49     | 56     | 58,33      |             |

## Palmarès

### Giocatore

#### Club
- Coppa del Belgio: 1

Club Bruges: 2007

### Allenatore

#### Club
- Campionato danese: 1

Midtjylland: 2019-2020
- Campionato ceco: 2

Sparta Praga: 2022-2023, 2023-2024
- Coppa della Repubblica Ceca: 1

Sparta Praga: 2023-2024
- Supercoppa dei Paesi Bassi: 1

Feyenoord: 2024